# فمارا دادیو
فمارا دادیو (فرانسوی: Famara Diedhiou‎؛ زادهٔ ۱۵ دسامبر ۱۹۹۲) یک بازیکن فوتبال اهل سنگال است.
از باشگاه‌هایی که در آن بازی کرده‌است می‌توان به سوشو، آنژه و بریستول سیتی اشاره کرد.
وی همچنین در تیم ملی فوتبال سنگال بازی کرده است.